# 雪のクリスマス
「雪のクリスマス」（ゆきのクリスマス）は、1990年11月21日にリリースされたDREAMS COME TRUEの8thシングル。

## 概要
- これまでほとんどのシングル曲をオリジナルアルバムに収録しているが、この2曲は珍しく収録していない。また、それまでどのベストアルバムにも収録されていなかったが、「雪のクリスマス」だけ2016年7月7日に発売された裏ベストアルバム『DREAMS COME TRUE THE ウラBEST! 私だけのドリカム』にて、ボーカルを再録し直したバージョン（VERSION '16）が初めて収録された。
- 初回盤のみスリーブジャケット・ポスター仕様。ポスターには別カットの写真が使用されている。ジャケットは、サンタクロースの衣装のドリカムの各メンバーの様子が掲載されており、CDレーベルも他のドリカムのシングルとは違い、シルバーでは無く、クリスマスへのイメージ上の配慮の為、深緑のレーベルにモミの木のイラストがあしらわれている。

## 収録曲
1. 雪のクリスマス [4:49]
(作詞：吉田美和 / 作曲：吉田美和, 中村正人 / 編曲：中村正人 / Vocal & Backing Vocal Arragement：吉田美和)
  - 1994年に英語詞のシングル「WINTER SONG」を発売している。
  - 2016年に「雪のクリスマス - VERSION'16 -」として、富士重工業（スバル）の小型ハッチバック/小型セダン「インプレッサスポーツ/インプレッサG4」のCMソングに起用されている [1]。
2. VERY MERRY CHRISTMAS (サンタと天使が笑う夜) [4:08]
(作詞：吉田美和, Patricia Wynn / 作曲：中村正人, 吉田美和 / 編曲：中村正人 / Vocal & Backing Vocal Arragement：吉田美和)
  - 「サンタと天使が笑う夜」（シングル「LAT.43°N 〜forty-three degrees north latitude〜」、アルバム『LOVE GOES ON…』に収録）の英語バージョン。

## 収録アルバム
雪のクリスマス
- DREAMS COME TRUE THE ウラBEST! 私だけのドリカム (2016年7月7日、VERSION '16)
- 冬キブン / V.A. (2010年11月17日、Sony Music Direct)
- エンドレス・クリスマス 〜ベスト・オブ・ウィンター・ラブ・ソングス〜 / V.A. (2013年11月13日、Sony Music Direct)

## カバー
雪のクリスマス
- JUJU（2013年・シングル『守ってあげたい』のカップリング[2]。また、2015年・トリビュートアルバム『私とドリカム2 -ドリカムワンダーランド2015 開催記念 BEST COVERS-』にリカット）

Very Merry Christmas
- JAJAJAH ALL STARS（1992年発売のアルバム『WISH YOU A MERRY CHRISTMAS』に収録）